# Orophaca caespitosa
Orophaca caespitosa là một loài thực vật có hoa trong họ Đậu. Loài này được (Nutt.) Britton mô tả khoa học đầu tiên.